# Списък с епизоди на „Кураж, страхливото куче“
Това е списъкът на епизодите на анимационния сериал „Кураж, страхливото куче“ с оригиналните дати на излъчване в САЩ и България.

## Пилотен епизод: 1995
| Номер   | Заглавие                     | Сюжет | Първо излъчване в САЩ | Първо излъчване в България |
| ------- | ---------------------------- | --- | --------------------- | -------------------------- |
| пилотен | The Chicken from Outer Space | Град Нищото е навестен от извънземно пиле, което иска да завладее света. Кураж се опитва да осуети пъклените му планове, като го предизвиква в различни изпитания и игри. | 18 февруари 1996 г.   | не е излъчен               |

## Сезон 1: 1999-2000
| Номер | Заглавие | Сюжет | Първо излъчване в САЩ                  | Първо излъчване в България |
| ----- | --- | --- | -------------------------------------- | -------------------------- |
| 1     | Една нощ в мотела на Кец / Бабешка яхния (A Night at the Katz Motel / Cajun Granny Stew)                                                      | На връщане от летуване Мюриел и Юстас отсядат в призрачния хотел на Кец. Малко след като се настаняват, те са атакувани от опасни паяци. Кураж трябва да предотврати тяхната съдба. Гладна лисица преследва Мюриел, тъй като тя е последната съставка в нейното бабино задушено по френски. | 12 ноември 1999 г. 17 декември 1999 г. | 5 март 2009 г.             |
| 2     | Сянката на Кураж / Д-р Льо Квак, специалист по амнезията (The Shadow of Courage / Dr. Le Quack Amnesia Specialist)                            | Сянката на страшен зъл и безчуствен богаташ сее злини из нощите. Мюриел получава амнезия. Кураж вика доктор по определената специалност, но този доктор се оказва зъл паток-престъпник на име Льо Квак. | 19 ноември 1999 г.                     | 6 март 2009 г.             |
| 3     | Кураж среща Голямата стъпка / Слаби нерви (Courage Meets Bigfoot / Hothead)                                                                   | Голямата стъпка е оставила отпечатък в двора на Кураж. Сега песът прави разследване и дали най-накрая няма да се окаже, че Йети се крие в къщата?! Отегчен от плешивостта си, Юстас търси помощ от луд учен. Той му дава еликсир за коса, но страничен ефект е, че след като го използва, всеки път, когато Юстас се ядоса, температурата се покачва и става взрив.                                   | 26 ноември 1999 г.                     | 7 март 2009 г.             |
| 4     | Демонът в матрака / Шантавият Фред (The Demon in the Mattress / Freaky Fred)                                                                  | Мюриъл поръчва нови дюшеци, но хамалите пускат духове в тях, които обладават Мюриъл. Племенникът на Мюриел идва на гости. Кураж го подозира в нещо – на ръката му има номер на лудница за фризьори. | 3 декември 1999 г.                     | 13 март 2009 г.            |
| 5     | Нощта на къртицата-върколак / Денят на майката (Mother's Day / Night of the Weremole)                                                         | Юстас и Кураж отиват у свекървата. Но и там обстановката бързо става напечена... Мюриел бива ухапана от къртица, след което Кураж осъзнава, че това е къртолак и Мюриел също ще се превърне в такъв при пълнолуние. | 10 декември 1999 г.                    | 1 април 2009 г.            |
| 6     | Братята патоци / Екстрасенсът Шърли (The Duck Brothers / Shirley the Medium)                                                                  | Два братя извънземни патоци търсят третия. За да го спасят от сигурна смърт им трябва човешко тяло – именно като на Мюриел. Юстас намира старата кутия с пари на брат си. Брат му обаче е покойник и не е казал къде се намира ключът от нея. Юстас вика Шърли – малка зелена лисичка, за да направи трансфер с отвъдното и да научи къде е ключето.                                                  | 12 ноември 1999 г. 17 декември 1999 г. | 15 март 2009 г.            |
| 7     | Проклятието на Рамзес / Кракът мафиот (King Ramses' Curse / The Clutching Foot)                                                               | Кураж изравя древноегипетска плочка изпод пръстта в двора. Юстас осъзнава че е скъпа и я присвоява. Тя се оказва събственост на Рамзес, който идва да си я иска. Инатът на Юстас обаче карат фараона да пощурее. Юстас получава гъбички от вълнените си чорапи. Пренебрежението му към тях ги кара до такава степен на развитие, че поемат контрол над цялото му тяло. И нещо повече – те са мафиоти. | 7 януари 2000 г.                       | 16 март 2009 г.            |
| 8     | Гърбушкото от Нищото / Боговете сигурно са погъсели (The Hunchback of Nowhere / The Gods Must Be Goosey)                                      | Един грозен гърбушко идва да нощува при Кураж. Гъши бог се влюбва в Мюриел. Тя не следва неговата воля и става лошо. | 14 януари 2000 г.                      | 20 март 2009 г.            |
| 9     | Кралицата на черната локва / Всеки иска да бъде режисьор (Queen of the Black Puddle / Everyone Wants to Direct)                               | Мистична аквария изкушава Юстиа да умре. Бентън Тарантела, неизветен режисьор, идва да снима филм със страхотиите в Нищото. Това е само план да възроди стар ортак. | 21 януари 2000 г.                      | 22 март 2009 г.            |
| 10    | Последният снежен човек / Прекрасното патенце (The Snowman Cometh / The Precious, Wonderful, Adorable, Loveable Duckling)                     | Ужасяващ снежен човек взима свойството на Юстас да не се топи, за да го приложи на себе си. Патето на Юстас топи Кураж пред Мюреъл с цел да го изритат от Нищото. | 28 януари 2000 г.                      | 1 април 2009 г.            |
| 11    | Телешки бургер / Островът на Кец (Heads of Beef / Klub Katz)                                                                                  | Юстис и Кураж вечерят в страшното заведение на Свинчо. След корабокрушение Мюриъл, Юстис и Кураж отсядат в клубът на Катз, разположен на самотен остров. Всичко се оказва капан, тъй като Катз превръща Мюриъл в перална машина, а Юстис – в кран с гюле. | 18 февруари 2000 г.                    | 5 март 2009 г.             |
| 12    | Отмъщението на пилето от космоса / Пътуване до центъра на Нищото (Revenge of the Chicken from Outer Space / Journey to the Center of Nowhere) | Пилето от първа серия се завръща. Дълбоко в недрата на Ноуеър група патладжани готвят да изядат Мюриъл, задето тя яде патладжани. | 9 юни 2000 г.                          | 8 април 2009 г. Великден.  |
| 13    | Малката Мюриел / Великият Фусили (Little Muriel / The Great Fusilli)                                                                          | Торнадо превръща Мюриел в бебе. Великият Фусили, театрален крокодил, вербува Мюриел, Юстас и Кураж. | 14 юли 2000 г.                         | 9 април 2009 г. Великден   |

## Сезон 2: 2000-2001
| Номер | Заглавие                                                                                                 | Сюжет | Първо излъчване в САЩ | Първо излъчване в България |
| ----- | --- | --- | --------------------- | -------------------------- |
| 14    | Вълшебното дърво от Нищото / Роботът Ранди (The Magic Tree of Nowhere / Robot Randy)                     | Мюриел се снабдява с дърво, което изпълнява желания. Извънземен робот поробва Мюриел, Юстас и Кураж. | 31 октомври 2000 г.   | 17 април 2009 г.           |
| 15    | Проклятието на Шърли / Кураж в големия мръсен град (Curse of Shirley / Courage in the Big Stinkin' City) | Юстас бива проклет от Шърли, защото е много алчен. Хлебарката Бръншуик кани Мюриел и семейството ѝ в хотел в града. | 8 декември 2000 г.    | 20 април 2009 г.           |
| 16    | Семеен бизнес / 1000 години Кураж (Family Business / 1000 Years of Courage)                              | Изпеченият бандит Базил се припознава и мисли, че Мюриел му е майка, Юстас – чичо, и Кураж – братовчед. Кураж отива в 3001 година – ерата на бананите. | 29 декември 2000 г.   | 21 април 2009 г.           |
| 17    | Кураж среща мумията / Невидимата Мюриел (Courage Meets the Mummy / Invisible Muriel)                     | Мюриел и Юстас са били май в предишните си животи. Мюриел е била принцеса, а Юстас – нейният главен придворен служител, който е крадял бисквити от кралския пекар за своя собствена изгода. Веднъж пекарят го пипнал да краде от неговите курабии, служителят бързо изтичал до принцесата и показал празния буркан и казал, че пекарят е бил. Принцесата се ядосва и заповядва да го мумифицират. Сега пекарят е жив и търси своето отмъщение. Диамант на правителството прави Мюриел невидима. | 19 януари 2001 г.     | 22 април 2009 г.           |
| 18    | Human Habitrail / Mission to the Sun                                                                     | Д-р Джърбъл експериментира с Мюриел и Юстас. Мисия до слънцето: Слънцето ще изгасне. | 16 февруари 2001 г.   | 23 април 2009 г.           |
| 19    | Мухата Кураж / Сладкишите на Кец (Courage the Fly / Katz Kandy)                                          | Сателит е напът да падне върху дома на Кураж, а той точно тогава се трансформира в муха. Кец изнудва Мюриел да каже тайната рецепта на бонбоните си. | 16 март 2001 г.       | 24 април 2009 г.           |
| 20    | Телевизия от Нищото / Супер Мюриел великолепната (Nowhere TV / Mega Muriel the Magnificent)              | Льо Квак пуска хипноза по телевизията на Нищото, която кара Мюриел и Юстас да ограбят държавната лотария. Компютърът на Кураж прави приток на данни с Мюриел с цел да докаже, че човек може да направи всичко. | 13 април 2001 г.      | 27 април 2009 г.           |
| 21    | Лош ден за косата / Забранената златна шапка (Bad Hair Day / Forbidden Hat of Gold)                      | Майката на Юстас отвлича хора заради косите им. Юстас разбира, че брат му притежава златна шапка, но я е скрил на отдалечен остров. | 18 май 2001 г.        | 28 април 2009 г.           |
| 22    | Serpent of Evil River / The Transplant                                                                   | Мюриел, Юстас и Кураж ловят Кармен – легендарно чудовище, скрито в Зла река. Юстас и Кураж стават древни кенгура-зверове. | 1 юни 2001 г.         | 29 април 2009 г.           |
| 23    | Car Broke, Phone Yes / Cowboy Courage                                                                    | Извънземен мозък взима добротата на Мюриел. Кураж покорява Дивия запад. | 26 октомври 2001 г.   | 30 април 2009 г.           |
| 24    | Злата гъгрица / Фантомът на Макферсън (Evil Weevil / McPhearson Phantom)                                 | Юстас блъска житар с колата си. Мюриел го приютява при тях, но това се оказва ужасна грешка. Фантом се опитва да скара Мюриел и Юстас и да развали брака им. За да го спре Кураж трябва да се квалифицира като психолог. | 2 ноември 2001 г.     | 1 май 2009 г.              |
| 25    | The House of Discontent / The Sand Whale Strikes                                                         | Реколтата на Нищото гасне и Юстас бива наказан за това. Пясъчен кит мисли Юстас за Икет Бег – собствения му баща. Завръщането на кита означава, че иска своя отдавна загубен акордеон в измамна игра, вече собственост на баща му. | 9 ноември 2001 г.     | 4 май 2009 г.              |
| 26    | Кулата на д-р Завист (The Tower of Dr. Zalost)                                                           | Кулата на доктор Жалост отива в града на Кураж за да го опустоши. | 16 ноември 2001 г.    | 5 май 2009 г.              |

## Сезон 3: 2002
| Номер | Заглавие                                                                                  | Сюжет | Първо излъчване в САЩ | Първо излъчване в България |
| ----- | ----------------------------------------------------------------------------------------- | --- | --------------------- | -------------------------- |
| 27    | Двойницата на Мюриел / Робо Кураж (Muriel Meets Her Match / Courage vs. Mecha Courage)    | Зло дуо от отрязана ръка и симпатична латиноамериканка накосват Мюриел в обир. Китаеца прави роботизиран Кураж, който измества реалния. Сега истинският Кураж го предизвиква на дуел да се види кой е по-добър. | 11 януари 2002 г.     | 6 май 2009 г.              |
| 28    | Къмпингът на ужаса / Суингът е жив (Campsite of Terror / The Record Deal)                 | Докато летуват в гората, Мюриел бива заловена от зли еноти, Кураж се опитва да освободи собственичката си, а Юстис – да хване енотите и да ги продаде. Любимият певец на Юстас – Кадифения Вик, излиза от грамофонна плоча, като затваря в нея Мюриел. | 8 февруари 2002 г.    | 7 май 2009 г.              |
| 29    | Дъждовно време / Сънят на Сънчо (Stormy Weather / The Sandman Sleeps)                     | Богинята на дъждовете е изгубила своето куче и иска Кураж да го замести. Кураж не иска и за да се отърве от нея, тръгва да търси старото ѝ куче. Сънчо не може да заспи, затова открадва съня на Мюриел. | 15 март 2002 г.       | 8 май 2009 г.              |
| 30    | Цифровият Кураж / Походът на валкириите (Hard Drive Courage / The Ride of the Valkyries)  | Вирус покушава компютъра на Кураж, а Мюриел се изгубва в киберпростравството. Валкириите търсят своята изчезнала сестра и се припознават в Мюриел. | 7 юни 2002 г.         | 11 май 2009 г.             |
| 31    | Кораловите човечета / Конуей замърсителят (Scuba Scuba Doo / Conway the Contaminationist) | Докато се гмуркат, Мюриел и Кураж откриват малко тайно общество от миниатюрни създания, които едва се борят с изчезването на вида им. Злият Юстас споделя за това на майка си, а тя е чувала за изключително скъпия корал на дребосъците и се втурва да го открадне, за да си направи перука от него. Човек на над 100 години споделя на Мюриел, че тайната на дълголетието е в липсата на хигиена. | 14 юни 2002 г.        | 12 май 2009 г.             |
| 32    | Подводницата на Кец / Завесата на жестокостта (Katz Under the Sea / Curtain of Cruelty)   | Капитан Кец организира пътешествие с подводница, което всъщност се оказва клопка. Отхвърлен от народа старец, той пуска завеса, та който мине през нея да озлобява. | 21 юни 2002 г.        | 13 май 2009 г.             |
| 33    | Пирът на жабите / Червеят на Лалето (Feast of the Bullfrogs / Tulip's Worm)               | След като езерото им пресъхва, жабите бик отиват в Ноуер да живеят. Извънземно момиче, на име Лале, е изгубило любимото си червейче на земята и праща плюшените си мечета да го намерят. Когато Кураж узнава, открива червейчето веднага, но то се оказва червеище и изяжда Мюриел. | 28 юни 2002 г.        | 14 май 2009 г.             |
| 34    | Влюбени до уши / Нощта на плашилото (So in Louvre Are We Two / Night of the Scarecrow)    | Тримката посещават Лувъра, където картините оживяват заради странно положение на планетите. Плашило, вехто вече, моли всеки да бъде страшен. Обаче става обратното – гаргите са неговата слабост. След като бива разкъсано на частици, Мюриел го зашива и то отново оживява. С таланта си да плаши то се опитва всячески да предпази Мюриел от злини, но не успява. Затова става екстремист.        | 5 юли 2002 г.         | 15 май 2009 г.             |
| 35    | Магиите на Мондо / Наглеждай пиленцата (Mondo Magic / Watch the Birdies)                  | Магьосник превръща Мюриел в чудовище. Кураж и Мюриел се грижат за лешоядчета. | 12 юли 2002 г.        | 18 май 2009 г.             |
| 36    | Рибешка му работа / Гадни злобни хора (Fishy Business / Angry Nasty People)               | Риба съди Мюриел, Юстас и Кураж, защото дишат въздух. Бентън Тарантела абсорбира злото у Юстас с камерата си и прави втори Юстас – по-лош и черен. | 19 юли 2002 г.        | 19 май 2009 г.             |
| 37    | Купулът на смъртта / Отмъщението на Снежния човек (Dome of Doom / Snowman's Revenge)      | Нищото е запечатан в купол с хищни зеленчуци. Снежният човек се завръща. Този път той замразява Нищото. | 26 юли 2002 г.        | 20 май 2009 г.             |
| 38    | Клубът по шиене / Вятърът на измамата (The Quilt Club / Swindlin' Wind)                   | Мюриел обожава да шие юргани, затова членства в такъв клуб, президент на който е двуглава жена, представяща се за Шевните сестри. Скоро тя поглъща Мюриел в голям юрган, който всъщност е клуба. Шърли прави проклятие на Мюриел и Юстас, като ги кара да се ограбват един друг. | 2 август 2002 г.      | 21 май 2009 г.             |
| 39    | Кралят на пудинга / Кураж под вулкана (The King of Flan / Courage Under the Volcano)      | Дебелак хипнотизира хората да ядат крем карамела му. Аборигени правят Мюриел жертвено животно. | 9 август 2002 г.      | 22 май 2009 г.             |

## Сезон 4: 2002
| Номер | Заглавие | Сюжет | Първо излъчване в САЩ | Първо излъчване в България |
| ----- | --- | ----- | --------------------- | -------------------------- |
| 40    | История с бобър / Лешникотрошачката (A Beaver's Tale / The Nutcracker)                                                    |       | 6 септември 2002 г.   | 25 май 2009 г.             |
| 41    | Шотландският Румпелщилтскин / Зовът на къщата (Rumpledkiltskin / House Calls)                                             |       | 13 септември 2002 г.  | 26 май 2009 г.             |
| 42    | Балонът на Льо Квак / Варварите от вятърната мелница (Le Quack Balloon / Windmill Vandals)                                |       | 20 септември 2002 г.  | 27 май 2009 г.             |
| 43    | Необикновената настинка / Ловецът-дивеч (The Uncommon Cold / Farmer-Hunter, Farmer-Hunted)                                |       | 27 септември 2002 г.  | 28 май 2009 г.             |
| 44    | Булка на Чудовището от блатото / Болката на козела (Bride of the Swamp Monster / Goat Pain)                               |       | 4 октомври 2002 г.    | 29 май 2009 г.             |
| 45    | Огромната Мюриел / Хартиените Юстас и Мюриел (Muriel Blows Up / Profiles in Courage)                                      |       | 11 октомври 2002 г.   | 1 юни 2009 г.              |
| 46    | Маската (The Mask) |       | 18 октомври 2002 г.   | 2 юни 2009 г.              |
| 47    | Тигър и куче / Беззвучната Мюриел (Squatting Tiger, Hidden Dog / Muted Muriel)                                            |       | 25 октомври 2002 г.   | 3 юни 2009 г.              |
| 48    | Водният фермер / Храна за дракона (Aqua-Farmer / Food of the Dragon)                                                      |       | 25 октомври 2002 г.   | 4 юни 2009 г.              |
| 49    | Последният създател на звезди / Синът на космическото пиле (Last Of The Starmakers / Son of the Chicken from Outer Space) |       | 1 ноември 2002 г.     | 5 юни 2009 г.              |
| 50    | Извънземното лекарство / Балът на отмъщението (Courageous Cure / Ball of Revenge)                                         |       | 8 ноември 2002 г.     | 8 юни 2009 г.              |
| 51    | Кабаре Кураж / Феята и пиратът-боздуган (Cabaret Courage / Wrath of the Librarian)                                        |       | 15 ноември 2002 г.    | 9 юни 2009 г.              |
| 52    | Миналото на Кураж / Перфектен (Remembrance of Courage Past / Perfect)                                                     |       | 22 ноември 2002 г.    | 10 юни 2009 г.             |